# Partido judicial de Villaviciosa
El partido judicial de Villaviciosa es uno de los dieciocho partidos en los que se divide el Principado de Asturias, en España

## Ámbito geográfico
El ámbito territorial comprende los municipios de:
- Caravia
- Colunga
- Villaviciosa